# Marlierea cana
Marlierea cana är en myrtenväxtart som beskrevs av Mcvaugh. Marlierea cana ingår i släktet Marlierea och familjen myrtenväxter. Inga underarter finns listade i Catalogue of Life.